# Ширкейлі
Ширкейлі (каз. Шіркейлі) — село у складі Сирдар'їнського району Кизилординської області Казахстану. Адміністративний центр та єдиний населений пункт Ширкейлійського сільського округу.
У радянські часи село називалось Чиркейлі або Чиркейлінський.
Населення — 2744 особи (2021; 2638 у 2009, 2837 у 1999, 2587 у 1989).